# Arbeláez
Arbeláez è un comune della Colombia facente parte del dipartimento di Cundinamarca.
Il centro abitato venne fondato da Vicente Rodríguez nel 1870, mentre l'istituzione del comune è del 16 gennaio 1886.